# Caza de Bent Jbaïl
Caza de Bent Jbaïl (arabiska: قضاء بنت جبيل) är ett distrikt i Libanon.   Det ligger i guvernementet Nabatiye, i den sydvästra delen av landet, 80 kilometer söder om huvudstaden Beirut.
Trakten runt Caza de Bent Jbaïl består i huvudsak av gräsmarker. Runt Caza de Bent Jbaïl är det ganska tätbefolkat, med 230 invånare per kvadratkilometer.